# Area delle notifiche

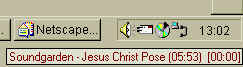
Esempio di area delle notifiche

L'area delle notifiche (in inglese system tray), in informatica, è quell'area dell'ambiente grafico dove vengono caricate le icone dei programmi in quel momento "in ascolto", oppure che stanno eseguendo particolari operazioni (per esempio una scansione).

## Descrizione
L'area delle notifiche è collocata sulla barra delle applicazioni, la quale a sua volta ha una posizione di default differente a seconda del sistema operativo utilizzato: ad esempio in Windows la barra delle applicazioni per default è posizionata in basso e l'area delle notifiche si trova in basso a destra dello schermo, mentre in Ubuntu la posizione di default della barra delle applicazioni è in alto e l'area delle notifiche si trova in alto a destra.
Alcuni dei sistemi operativi prevedono lo spostamento della barra delle applicazioni in corrispondenza di uno dei quattro lati dello schermo. In particolare in Windows XP lo spostamento avviene cliccando con il tasto destro sulla barra delle applicazioni, deselezionando la spunta «Blocca la barra delle applicazioni» e quindi trascinando la barra su uno dei quattro lati dello schermo.
A seconda della posizione della barra delle applicazioni, l'area delle notifiche potrà essere posizionata:
- in alto a destra se la barra delle applicazioni è posizionata in alto;
- in basso a destra se la barra delle applicazioni è posizionata a destra o in basso;
- in basso a sinistra se la barra delle applicazioni è posizionata a sinistra.

## Le icone sulla barra e la gestione
La maggior parte delle icone presenti sull'area delle notifiche vengono caricate automaticamente all'avvio del sistema (ad esempio gli antivirus, il firewall e gli antispyware con scansione in tempo reale e altri programmi per la sicurezza). Alcune icone servono anche per poter raggiungere più velocemente alcune funzioni del programma a cui appartengono; basta infatti un semplice clic con il tasto destro del mouse per scegliere quali funzioni utilizzare. In genere l'area delle notifiche contiene anche l'orologio di sistema e lo stato dell'alimentazione (che indica la carica della batteria per i computer portatili).
Nel caso di Windows, si può in ogni momento togliere applicazioni dall'avvio automatico intervenendo nella configurazione del programma stesso oppure dall'utilità inclusa in Windows andando su start-esegui e digitando msconfig. Nella scheda AVVIO sono presenti i riferimenti a programmi che si avviano in automatico ed è possibile togliere quelli indesiderati.